# Giuseppe Fezzardi
Giuseppe Fezzardi (Arcisate, 28 dicembre 1939) è un ex ciclista su strada italiano.
Professionista dal 1961 al 1972, conta la vittoria di un Tour de Suisse e di una tappa al Tour de France 1965.

## Carriera
Nato da famiglia di origine medolese, Fezzardi iniziò nel 1958 a gareggiare nella categoria dilettanti, con la Società Ciclistica Alfredo Binda di Varese, cogliendo in un biennio 22 vittorie. Nel contempo, lavorava come operaio nelle fabbriche varesine.
Passato professionista a partire dal 1961, con la San Pellegrino Sport, ha poi indossato le maglie della Cynar, della Ignis, della Molteni, della Sanson e della Dreher, partecipando a 10 Giri d'Italia. Durante la sua carriera sportiva ha vinto il Gran Premio di Bordighera del 1961, la Tre Valli Varesine del 1962, il Tour de Suisse 1963, la tappa da Carpentras a Gap nel Tour de France 1965 e il Giro del Ticino nel 1966.
Ritiratosi dall'attività agonistica nel 1971, rimase nell'ambiente ciclistico, prima come guidatore del camper della Lampre e poi come collaboratore di Giuseppe Saronni nella stessa squadra.

## Palmarès
- 1960 (dilettanti)

Gran Premio Ezio del Rosso
- 1962 (San Pellegrino, una vittoria)

Tre Valli Varesine
- 1963 (Cynar, una vittoria)

Classifica generale Tour de Suisse
- 1965 (Molteni, una vittoria)

15ª tappa Tour de France (Carpentras > Gap)
- 1967 (Molteni, una vittoria)

Giro del Ticino

## Piazzamenti

### Grandi Giri
- Giro d'Italia

1961: ritirato
1962: ritirato
1963: 53º
1965: ritirato
1966: 58º
1967: ritirato
1968: 55º
1969: 42º
1970: 80º
1971: 73º
- Tour de France

1965: 36º
1966: 42º

### Classiche monumento
- Milano-Sanremo

1961: 107º
1962: 84º
1963: 15º
1965: 25º
1966: 50º
1967: 110º
1968: 81º
1970: 92º
Giro delle Fiandre
1966: 60º
1967: 86º
Parigi-Roubaix
1965: 34º
Giro di Lombardia
1962: 35º
1964: 19º

### Competizioni mondiali
- Campionati del mondo

Nürburgring 1966 - In linea: ritirato